# Gustav Tensfeldt
Gustav Tensfeldt (* 10. November 1880 in Neumünster; † nach 1922) war ein deutscher Politiker (SPD).

## Leben
Tensfeldt war Sohn eines Gastwirts. Von 1900 bis 1902 leistete er seinen Militärdienst ab, anschließend arbeitete er im Amt Feldberg, als Amtsschreiber im Amt Stargard und im Versicherungsamt Neustrelitz. 1919 wurde er in den ersten und anschließend auch in den zweiten ordentlichen Landtag von Mecklenburg-Strelitz gewählt. 1919 wurde er zusätzlich in die Stadtverordnetenversammlung von Neubrandenburg gewählt. Schon im Juli 1919 wurde er Referent beim Siedlungsamt Neustrelitz, später Regierungsrat. Im April 1920 wurde er zum Landdrost des Amtes Strelitz gewählt. Ende 1922 legte er aus gesundheitlichen Gründen alle Ämter nieder. Mitte der 1920er Jahre ging er nach Berlin.